# Цанчо Клисаров
Цанчо Найденов Клисаров е български революционер, участник в Априлското въстание, роден в семейството на Найден Клисаров и Парашкева Найденова в село Копривщица.
Съучастник е в Революционния комитет и е личен приятел на Тодор Каблешков, от когото е заклет във вярност към бунтовното дело в селото. На 20 април 1876 г. рано сутринта, с оръжие в ръка взима участие при провъзгласяването на въстанието. По това време е зачислен в редовете на Тайната комитетска стража с командир Георги Тиханек. С тази дружина охранява къщата на войводата. Цанчо Клисаров взима участие и при превземането на турския конак, при обсадата му в опита за залавянето на турския кърагасъ Неджиб ага. След това участва в обезоръжаването на копривщенските цигани от долната махала на селото (Арнаут махала). До вечерта на същия ден с отделението на Матея Кривиралчев е постови при Чалъковата воденица. На 23 април е зачислен при Брайко Енев и изпратен с неговите хора да заеме позиция в местността Устието, за охрана на пътя за Златица. На 28 април взима участие в клането на осъдените от Революционния комитет турчеещи се копривщенски цигани в местността Чардашко дере.
При обсадата на Копривщица от турския аскер се прибира в селото, където на 20 май е заловен и откаран в затвора във Филибе. На проведено съдебно дело бива оправдан поради недоказване на участието му във въстанието. Поради това че е малоимотен, се мести и по-късно почива в град София, неизвестно кога след 1909 г.